# Liste der Gedenktafeln und Gedenksteine in Wien/Hietzing
Diese Liste der Gedenktafeln und Gedenksteine in Wien/Hietzing enthält die Gedenktafeln im öffentlichen Raum des 13. Wiener Gemeindebezirks Hietzing. Eine Grundlage dieser Liste ist „Wien Kulturgut“, der digitale Kulturstadtplan der Stadt Wien, daneben das Wien Geschichte Wiki und Archivmeldungen der Rathauskorrespondenz.
Neben den wandgebundenen Gedenktafeln sind auch die von der Stadt Wien als Denkmäler klassifizierten Gedenksteine angeführt. Andere Denkmäler sowie Kunstwerke im öffentlichen Raum sind unter Liste der Kunstwerke im öffentlichen Raum in Wien/Hietzing zu finden.

## Gedenktafeln und Gedenksteine
| Foto  |                 | Inschrift | Name                                                                                     | Typ         | Standort                                                       | Beschreibung                                                                               | Metadaten                          |
| ----- | --------------- | --- | ---------------------------------------------------------------------------------------- | ----------- | -------------------------------------------------------------- | ------------------------------------------------------------------------------------------ | ---------------------------------- |
| ja    | Datei hochladen | Hans Christian Andersen 1805 - 1875 Der dänische Märchendichter war zwischen 1831 und 1847 bei seinen Besuchen in Wien Stammgast im Café Dommayer. Hier hörte er mit Begeisterung die Musik von Johann Strauss Vater. Gestiftet vom Kulturforum DanAustria 2011 | Hans Christian Andersen - Gedenktafel viennatouristguide                                 | Gedenktafel | Dommayergasse 1 Standort                                       | (2011)                                                                                     | Standort: Café Dommayer            |
| BW    | Datei hochladen | In diesem Hause wohnte der österreichische Schriftsteller und Publizist Hermann Bahr (19.7.1863 – 14.1.1934) in den Jahren von 1905 bis 1912 Österreichische Gesellschaft für Literatur | Hermann Bahr - Gedenktafel                                                               | Gedenktafel | Winzerstraße 22 Standort                                       |                                                                                            |                                    |
| ja    | Datei hochladen | Alban Berg Komponist der Oper Wozzeck wohnte in diesem Hause | Alban Berg - Gedenktafel ID: 94654 viennatouristguide                                    | Gedenktafel | Trauttmannsdorfgasse 27 Standort                               | Braunsteiner (1960)                                                                        |                                    |
| ja    | Datei hochladen | In diesem Haus wohnte von 1901 bis zu seinem Tod 1924 der österreichische Afrikaforscher Friedrich Julius Bieber. Seine Lebensarbeit galt der Erforschung des Kaiser-Gott-Reiches Kaffa in Südäthiopien. Geographische Gesellschaft Wien | Friedrich Julius Bieber - Gedenktafel ID: 94662 viennatouristguide                       | Gedenktafel | Auhofstraße 144 Standort                                       | Rudolf Schwaiger, Stein (Marmor)                                                           |                                    |
| ja    | Datei hochladen | Friedrich Julius Bieber – Anlage | Friedrich Julius Bieber - Gedenkstein ID: 91486                                          | Gedenkstein | Wolkersbergenstraße 1 Standort                                 | Den Park markierende, liegende Steintafel                                                  |                                    |
| ja    | Datei hochladen | In diesem Gartenhaus lebte und arbeitete der Maler Alfred Buchta 9.8.1880 - 7.12.1952 | Alfred Buchta - Gedenktafel                                                              | Gedenktafel | Eduard-Klein-Gasse 27 Standort                                 |                                                                                            |                                    |
| BW    | Datei hochladen | In diesem Haus wohnte von 1925–1933 die "Pionierin der sozialen Arbeit" Hildegard Burjan Gründerin der Caritas Socialis und erste christlichsoziale Abgeordnete der 1. Republik Gewidmet von der Schwesterngemeinschaft, dem Hildegard Burjan-Komitee und dem Karl v. Vogelsang-Institut | Hildegard Burjan - Gedenktafel viennatouristguide                                        | Gedenktafel | Larochegasse 35 Standort                                       |                                                                                            |                                    |
| ja    | Datei hochladen | Hildegard Burjan 1883 - 1993 Christ. Sozialpolitikerin Gründerin der Caritas Socialis | Hildegard Burjan - Gedenktafel viennatouristguide                                        | Gedenktafel | Speisinger Straße 46-48 Standort                               |                                                                                            | Standort: Hildegard-Burjan-Hof     |
| ja    | Datei hochladen | Dipl-Ing. Walter Caldonazzi geboren am 4. Juni 1916 in Mals (Südtirol) Gymnasium in Kufstein Studium der Forstwirtschaft in Wien Mitglied der katholischen Widerstandsgruppe um Kaplan Dr. Heinrich Maier nach Folterungen enthauptet am 9. Jänner 1945 Er starb mit den Worten: „Es lebe Christus, der König!“ Gewidmet von seinen Bundesbründern der K.Ö.H.V. Amelungia im ÖCV 14. Juni 2008 | Walter Caldonazzi - Gedenktafel ID: 73990 viennatouristguide                             | Gedenktafel | Walter-Caldonazzi-Platz Standort                               | Findling mit Gedenktafel (2008)                                                            |                                    |
| ja    | Datei hochladen | In diesem Haus wohnte von 1927–1933 Elias Canetti Nobelpreisträger geb. 1905, gest. 1994 | Elias Canetti - Gedenktafel ID: 96307 viennatouristguide                                 | Gedenktafel | Hagenberggasse 47 Standort                                     | Stein (Marmor) (1995)                                                                      |                                    |
| ja    | Datei hochladen | Hier wohnte 1911 Thomas Alva Edison Der geniale Techniker | Thomas Alva Edison - Gedenktafel viennatouristguide                                      | Gedenktafel | Hietzinger Hauptstraße 14 Standort                             |                                                                                            | Standort: Parkhotel Schönbrunn     |
| ja    | Datei hochladen | Hier lebte und wirkte von 1958 bis zu seinem Tode der Komponist Robert Ernst in diesem Haus starb er am 31. Dezember 1977 Der Mensch muss wach und einsam sein | Robert Ernst - Gedenktafel ID: 96313                                                     | Gedenktafel | Münichreiterstraße 46 Standort                                 | Stein (weißer Carrara-Marmor) (1981)                                                       |                                    |
| ja    | Datei hochladen | Im Gedenken an Karl Fischer Widerstandskämpfer gegen Austrofaschismus, Nationalsozialismus, Stalinismus Am 23. September 1918 in Wien geboren, engagierte sich Karl Fischer als Jugendlicher gegen den Austrofaschismus. Er gründete 1935 die trotzkistischen „Revolutionären Kommunisten Österreichs“ mit, wofür er 1936 verhaftet und 1937 zu fünf Jahren Kerker verurteilt wurde. 1938 frühzeitig entlassen, emigrierte er nach Frankreich und später nach Belgien, wo er Widerstand gegen die Nationalsozialisten leistete. Bis 1943 - nach kurzzeitiger Inhaftierung 1940 - war er in Frankreich für die Résistance aktiv, bevor er erneut verhaftet und 1944 ins KZ Buchenwald deportiert wurde. Nach der Befreiung des Lagers 1945 kam Karl Fischer nach Linz, traf dort seine ebenfalls wegen Widerstands inhaftiert gewesene Mutter Maria wieder und arbeitete unter anderem als Dolmetscher. Zwei Jahre später wurde er vom sowjetischen Geheimdienst entführt und wegen angeblicher Spionage, Hochverrats und Trotzkismus zu 15 Jahren Lager verurteilt. Er wurde nach Sibirien deportiert und in mehreren Gulags, ab 1952 in einem Gefängnis bei Irkutsk inhaftiert. Erst 1955 wurde er aus der sowjetischen Haft entlassen und nach Österreich repatriiert. Ab 1959 wohnte er mit seiner Frau und seinem Sohn im benachbarten Haus in der Schrutkagasse 8, er starb am 17. März 1963 an den Folgen der langen Internierungen. Im Jahr 2020 wurde ihm und seiner Mutter Maria Fischer posthum das Ehrenzeichen für Verdienste um die Befreiung Österreichs verliehen. Stadt Wien Wiener Wohnen wienerwohnen.at | Karl Fischer - Gedenktafel                                                               | Gedenktafel | Schrutkagasse 6 Standort                                       | Acrylglasschild (2023)                                                                     |                                    |
| ja    | Datei hochladen | Bohuslav Förster der tschechische Komponist und seine Gemahlin Berta Förster/Lauterer, Sängerin der Wiener Hofoper, wohnten in diesem Hause 1908 / 1918 | Bohuslav Förster - Gedenktafel ID: 96314 viennatouristguide                              | Gedenktafel | Wattmanngasse 25 Standort                                      | Markéta Prachatická-Kolíbalová und Architekt M. Dovrák, Bronzetafel mit Büste (1969)       |                                    |
| ja    | Datei hochladen | In diesem Hause lebte vom 7. Mai 1937 bis 21. Oktober 1942 Feldmarschallleutnant Johann Friedlaender (1882–1945). Als Opfer rassischer Verfolgung wurde er als KZ Häftling von Auschwitz auf einem Transport ermordet. | Johann Friedländer - Gedenktafel ID: 96316                                               | Gedenktafel | Wenzgasse 19 Standort                                          |                                                                                            |                                    |
| BW    | Datei hochladen | Diese Schule erbaute die Gemeinde Wien im Jahre 1933 unter dem Bürgermeister KARL SEITZ Nach der Befreiung Wiens im Jahre 1945 erhielt sie zur Erinnerung an den großen Freund der Jugend und Schöpfer der Wiener Schulreform den Namen OTTO GLÖCKEL-SCHULE | Otto Glöckel Schule - Gedenktafel ID: 96315 HERIS-ID: 48366 Objekt-ID: 51824             | Gedenktafel | Veitingergasse 9 Standort                                      | Stein (Granit), Benennung der Schule nach Beschluss des Gemeinderates im Juli 1945. (1946) | Standort: Schule                   |
| ja    | Datei hochladen | In diesem Hause wohnte seit seiner Rückkehr aus der Emigration 1947 der große Maler, Dichter und Anti-Faschist Carry Hauser 1895 – 1985 | Carry Hauser - Gedenktafel                                                               | Gedenktafel | Maxingstraße 34 Standort                                       |                                                                                            |                                    |
| ja    | Datei hochladen | Damit er nicht vergessen wird! Zur Erinnerung an den verdienstvollen Ober – St. Veiter Heimatdichter Vinzenz Jeřabek (1875–1963) Ehre seinem Andenken! | Vinzenz Jeřabek - Gedenktafel                                                            | Gedenktafel | Hietzinger Hauptstraße 141 Standort                            |                                                                                            |                                    |
| ja    | Datei hochladen | Im Ober-St.Veiter Casino erklang am 19. März 1893 zum ersten Mal der Deutschmeistermarsch von Wilhelm Jurek 1893 1953 Gewidmet von der Gesellschaft der Wiener in Wien. F. Waldmüller | Wilhelm August Jurek - Gedenktafel viennatouristguide                                    | Gedenktafel | Hietzinger Hauptstraße 141 Standort                            | Franz Waldmüller                                                                           |                                    |
| ja    | Datei hochladen | In diesem Hause lebte und wirkte in den Jahren 1932 – 1937 der Komponist und Schriftsteller Ernst Krenek 1900 – 1991 | Ernst Krenek - Gedenktafel viennatouristguide                                            | Gedenktafel | Mühlbachergasse 6 Standort                                     |                                                                                            |                                    |
| ja    | Datei hochladen | Leopold Mayrhofer 2. März 1924 - 8. Jänner 2000 Sozialdemokrat, Erster Vorsitzender- des Wiener Gemeinderats Mitglied des Wiener Landtags | Leopold Mayrhofer - Gedenktafel                                                          | Gedenktafel | Steckhovengasse 20 Standort                                    |                                                                                            | Standort: Leopold-Mayrhofer-Hof    |
| ja    | Datei hochladen | In diesem Hause wohnte der Dichter Max Mell seit dem Jahre 1919. Hier schuf er viele seiner Werke. Er wurde in Marburg a.d.Drau am 10. November 1882 geboren und starb hier am 12. Dezember 1971. Ihrem Ehrenmitglied die Josef-Weinheber-Gesellschaft HURM | Max Mell - Gedenktafel                                                                   | Gedenktafel | Auhofstraße 244 Standort                                       |                                                                                            |                                    |
| ja    | Datei hochladen | Zum Gedenken an Max Mell 1882–1971 | Max-Mell-Denkmal ID: 91454                                                               | Gedenkstein | Erzbischofgasse 71, Max-Mell-Park Standort                     | Natursteinfindling mit Inschrift                                                           |                                    |
| ja    | Datei hochladen | In diesem Haus lebte der bekannte und beliebte Volksschauspieler HANS MOSER (1880-1964) Den Wienerinnen und Wienern gewidmet von der Botschaft der Republik Aserbaidschan in Österreich | Hans Moser - Gedenktafel ID: 96309 viennatouristguide                                    | Gedenktafel | Hügelgasse 2 Standort                                          | Stein, Metall (Granit, Eisen)                                                              |                                    |
| ja    | Datei hochladen | RUDOLFINE MUHR 5. Sept. 1900–26. Okt. 1984 Landtagsabgeordnete und Mitglied des Bundesrates Kämpferin gegen Austro- und Hitlerfaschismus Vorsitzende des Bundes Sozialistischer Freiheitskämpfer SPÖ Frauenzentralsekretärin | Rudolfine Muhr - Gedenktafel                                                             | Gedenktafel | Standort                                                       |                                                                                            | Standort: Rudolfine-Muhr-Hof       |
| ja BW | Datei hochladen | Hier wohnte Hansi Niese in dem Hause ihrer Eltern 1880–1892 Hansi Niese Gemeinde A. Böck 1936 | Hansi Niese - Gedenktafel ID: 95653 viennatouristguide                                   | Gedenktafel | Speisingerstraße 28 Standort                                   | A. Böck, Stein, mit Porträtrelief (1936)                                                   |                                    |
| ja    | Datei hochladen | Heinz Nittel Amtsführender Stadtrat von Wien verlor am 1. Mai 1981 bei einem Terroranschlag sein Leben | Heinz-Nittel-Denkmal ID: 73988                                                           | Gedenkstein | Nothartgasse 52 7 / Heinz-Nittel-Weg Standort                  | Findling mit Gedenktafel (1991)                                                            |                                    |
| BW    | Datei hochladen | In diesem Hause wohnten ab 1924 Mitglieder der Familie des Malers Egon Schiele (1890–1918), die Schwester Gertrude Peschka (geb. Schiele), der Schwager Anton Peschka sen., und zuletzt deren Sohn Anton Peschka Jun. (1914–1997), der seinen Nachlass 1997 der Stadt Wien übergeben hat. | Anton Peschka - Gedenktafel ID: 96312                                                    | Gedenktafel | Maygasse 37/Meillergasse Standort                              | Stein (Granit)                                                                             |                                    |
| BW    | Datei hochladen | Der große österreichische Philosoph Sir Karl Popper (28.7.1902 Hietzing - 17.9.1994 London) wohnte hier mit seiner Frau Josephine von 1930 bis 1935 Sein Grab befindet sich am Lainzer Friedhof. | Sir Karl Popper - Gedenktafel                                                            | Gedenktafel | Anton-Langer-Gasse 46 Standort                                 |                                                                                            |                                    |
| ja    | Datei hochladen | In diesem Hause wohnten und schufen 1898–1925 der Maler Julius Schmid Schöpfer des Bildes „Ein Schubertabend“ und 1911–1927 der Tondichter Carl Prohaska Wr. Schubertbund 1934 | Carl Prohaska - Gedenktafel ID: 96311 viennatouristguide                                 | Gedenktafel | Maxingstraße 18 Standort                                       | Stein (Naturstein) (1934)                                                                  |                                    |
| ja    | Datei hochladen | Egon Schiele In diesem Hause starb am 31. Oktober 1918 Egon Schiele geb. 12. Juni 1890 Im Hause Hietzinger- Hauptstrasse 101 hatte er von 1912–1918 sein Atelier. Er schuf dort viele seiner Werke Gewidmet vom Kulturverein Hietzing | Egon Schiele - Gedenktafel ID: 96308 viennatouristguide                                  | Gedenktafel | Hietzinger Hauptstraße 114 Standort                            | Stein (Marmor)                                                                             |                                    |
| BW    | Datei hochladen | Eduard Schlesinger 1903–1988 Freiheitskämpfer, Philanthrop | Eduard Schlesinger - Gedenktafel                                                         | Gedenktafel | Wilhelm Leibl-Gasse 2-4 Standort                               |                                                                                            | Standort: Eduard-Schlesinger-Hof   |
| ja    | Datei hochladen | In diesem Hause wohnten und schufen 1898–1925 der Maler Julius Schmid Schöpfer des Bildes „Ein Schubertabend“ und 1911–1927 der Tondichter Carl Prohaska Wr. Schubertbund 1934 | Julius Schmid - Gedenktafel ID: 96311 viennatouristguide                                 | Gedenktafel | Maxingstraße 18 Standort                                       | Stein (Naturstein) (1934)                                                                  |                                    |
| ja    | Datei hochladen | ALTER PFARRHOF In diesem Haus versteckte Kaplan Hans Spitzer (1901-1945), unterstützt von Pfarrangehörigen, jüdische Bürgerinnen und Bürger zur Zeit ihrer Verfolgung durch das nationalsozialistische Regime und rettete so ihr Leben. Pfarre Lainz Speising Bezirksvertretung Hietzing 2008 | Hans Spitzer - Gedenktafel                                                               | Gedenktafel | Lainzer Straße 154 Standort                                    | (2008)                                                                                     |                                    |
| ja BW | Datei hochladen | In diesem Hause lebte und wirkte der Dichter Otto Stoessl von 1912 bis zu seinem Tode am 15.9.1936 | Otto Stoessl - Gedenktafel ID: 96310                                                     | Gedenktafel | Matrasgasse 20 Standort                                        | Stein (Granit) (1981)                                                                      |                                    |
| ja    | Datei hochladen | Oscar Straus-Park Diese Parkanlage wurde zur Erinne- rung an den Operettenkomponisten Oscar Straus (1870–1954) benannt. | Oscar Straus – Gedenkstein ID: 91580                                                     | Gedenkstein | Oscar-Straus-Park, Hermesstraße / Wolkersbergenstraße Standort | Liegende Steintafel                                                                        |                                    |
| ja    | Datei hochladen | Draußt in Hiet-zing gibt's a Re-ma-su-ri 1844 Johann Strauss debütierte in Hietzing beim Dommayer 1899 inspirierte Johann Strauss den jungen Robert Stolz für sein zukünftiges Schaffen Gewidmet vom Robert Stolz Club im Mai 1984 | Johann Strauß Sohn - Gedenktafel viennatouristguide                                      | Gedenktafel | Dommayergasse 1 Standort                                       | (1984)                                                                                     | Standort: Café Dommayer            |
| ja    | Datei hochladen | In diesem seinem eigenen Hause wohnte 1870 – 1878 Johann Strauß und schuf hier die unsterbliche „Fledermaus“ Wr. Schubertbund 1934 | Johann Strauß Sohn - Gedenktafel ID: 94705 viennatouristguide                            | Gedenktafel | Maxingstraße 18 Standort                                       | Stein (1934)                                                                               |                                    |
| ja    | Datei hochladen | In diesem Hause lebte 1990/91 der Schriftsteller Josef Winkler 1990/91 | Josef Winkler - Gedenktafel                                                              | Gedenktafel | Wattmanngasse 4 Standort                                       | Stein (2013)                                                                               |                                    |
| ja    | Datei hochladen | Strecker-Park. Diese Gartenanlage wurde von der Gemeinde Wien an Stelle des alten Ober St. Veiter Friedhofes unter dem Bürgermeister Dr. Karl Lueger im Jahr 1908 errichtet. | Streckerpark – Alter Ober St. Veiter Friedhof – Gedenkstein ID: 91579                    | Gedenkstein | Auhofstraße / Streckerpark Standort                            | Findling mit Inschriftentafel                                                              |                                    |
| ja    | Datei hochladen | | Juden in Hietzing - Gedenktafel ID: 96738                                                | Gedenktafel | Lainzerstraße 74 Standort                                      | Metall (Blech, beschichtet)                                                                |                                    |
| ja    | Datei hochladen | Hier stand eine um 1924-1926 nach Plänen der Architekten Arthur Gruenberger und Adolf Jelletz erbaute Synagoge. Zerstört in der „Reichskristallnacht“ am 10. November 1938. | Synagoge Eitelbergergasse - Gedenktafel ID: 96739                                        | Gedenktafel | Eitelbergergasse 22 Standort                                   |                                                                                            |                                    |
| ja    | Datei hochladen | Nur wer einen Standpunkt einnimmt, kann die Geschichte erkennen. Die Synagoge Hietzing wurde vom Architekten Arthur Grünberger entworfen, 1928 errichtet und im Novemberpogrom 1938 zerstört. | Synagoge Hietzing, Eitelbergergasse - Gedenktafel ID: 96740                              | Gedenktafel | Eitelbergergasse 22 Standort                                   | Metall, Glas                                                                               | Standort: Standpunkt und Glastafel |
| ja    | Datei hochladen | Am 14. Juli 2002 besuchten Ihre Majestäten der Kaiser Akihito und die Kaiserin Michiko von Japan den Lainzer Tiergarten und genossen, bei strahlend schönem Wetter, von diesem Platze aus, den Blick auf Wien. MA 49 – Forst- und Landwirtschaftsbetrieb der Stadt Wien | Tenno Kogo – Gedenkstein ID: 108993 Wien Kulturgut: 108993                               | Gedenkstein | Lainzer Tiergarten, Wiener-Blick-Weg Standort                  | schrägliegender Stein mit metallener Tafel, Inschrift auf Deutsch und Japanisch (2002)     |                                    |
| ja    | Datei hochladen | HIETZINGER HEIMATMUSEUM LETZTE WIENER GASLATERNE Bürgermeister Franz Jonas löschte diese am 27.11.1962 in Hietzing, Sauraugasse 22 | Letzte Wiener Gaslaterne - Gedenktafel                                                   | Gedenktafel | Am Platz 2 Standort                                            |                                                                                            |                                    |
| ja    | Datei hochladen | Unsterbliche Opfer Hedy Urach 1910 – 1943 Emil König 1899 – 1943 Heinrich Lochner 1899 – 1943 Max Schrems 1892 – 1944 Sie starben für Freiheit und Menschenwürde unter dem Mordbeil der Hitlerfaschisten Von den Kollegen des Bhfs Speising | Gedenktafel für Wiener Straßenbahner viennatouristguide HERIS-ID: 48383 Objekt-ID: 51841 | Gedenktafel | Hetzendorfer Straße 188 Standort                               | siehe auch Denkmäler und Gedenktafeln für Wiener Straßenbahner (1947)                      | Standort: Betriebsbahnhof Speising |

## Ehemalige Gedenktafeln und Gedenksteine
| Foto |                 | Inschrift | Name                                                        | Typ         | Standort                       | Beschreibung                 | Metadaten |
| ---- | --------------- | --- | ----------------------------------------------------------- | ----------- | ------------------------------ | ---------------------------- | --------- |
| ja   | Datei hochladen | In diesem Haus starb am 22. Nov. 1911 der österreichische Dichter WILHELM FREIHERR V. APPEL der Begründer der „Muskete“ im Alter von 36 Jahren | Wilhelm Freiherr von Appel - Gedenktafel viennatouristguide | Gedenktafel | Schweizertalstraße 16 Standort | Gebäude nicht mehr vorhanden |           |